# Pryeria sinica
Pryeria sinica là một loài bướm đêm thuộc họ Zygaenidae. Đây là loài bản địa của châu Á và là loài xâm lấn ở Hoa Kỳ. Ở Hoa Kỳ, loài này được ghi nhận ở Maryland và Virginia.
Ấu trùng ăn các loài thuộc hai chi Euonymus và Celastrus, bao gồm Euonymus alatus, Euonymus japonicus, Euonymus fortunei, Euonymus sieboldianus, Euonymus kiautschovica và Celastrus punctatus.
- Sâu bướm
- Nhộng